# Vegrad
Vegrad je bivše slovensko gradbeno podjetje  s sedežem v Velenju. 

## Zgodovina
Podjetje je bilo ustanovljeno leta 1957 z odločbo OLO Šoštanj, sprva je Vegrad izvajal obrtniška gradbena in komunalna dela v Šaleški dolini.  Leta 1966 je bilo v Vegradu zaposlenih že 710 delavcev, istega leta pa so si pripojili tudi Gradbeni obrat Rudnika Lignit Velenje. Podjetje je doživelo drastičen razvoj in leta 1983 je bilo v Vegradu zaposlenih 2266 delavcev.  Od takrat se je število zaposlenih začelo počasi zmanjševati. Leta 1988 je Vegrad vstopil tudi na ruski trg, ob tem pa že deloval na celotne področju Jugoslavije. Z zakonom o gospodarski družbah iz leta 1997 se podjetje preimenuje v Vegrad d. d. 

## Stečaj
Vegrad je v resnejše težave zašel ob začetku gospodarske krize. Sodišče je 1. septembra 2010 na predlog direktorice Vegrada Hilde Tovšak  začelo postopek prisilne poravnave, ki pa ga je 30. septembra prekinil novi Vegradov direktor Boris Medved, ker naj prisilna poravnava ne bila mogoča. 6. oktobra je sodišče v Celju razglasilo stečaj podjetja, ki ga je predlagal Boris Medved. Stečaj pa je zahtevalo tudi dobrih tisoč zaposlenih v Vegradu in njegovih hčerinskih podjetjih, saj že več  mesecev niso prejeli redne plače. Za delavce pa je to pomenilo tudi možnost prejetja državne pomoči in odpravnine.  Za stečajni upraviteljico je bila imenovana Alenka Gril. Ob tem pa se je pojavilo tudi vprašanje tujih delavcev,  v katerega se je aktivno vključil tudi takratni minister za delo Ivan Svetlik.    . V enem letu od razglasitve stečaja Vegrada je svoje terjatve prijavilo kar 2409 upnikov, skupaj pa so njihove terjatve štele okoli 44 milijonov evrov. Ob stečaju podjetja in njegovih hčerinskih družb je brez dela ostalo približno 1700 slovenskih delavcev in  400 delavcev iz Bosne in Hercegovine. S preiskovanje dogajanja v Vegradu pa se je pričela ukvarjati tudi  skupina državnih tožilcev za pregon organiziranega kriminala, saj je bivši direktorici Hildi Tovšak osumljena neupravičene uporabe tujega premoženja, davčne utaje, goljufije in oškodovanja upnikov. Od vseh bivših hčerinskih podjetij je preživelo samo podjetje Vegrad projektivni biro, ki pa je od septembra 2011 v prisilni poravnav . Predvideva se, da bo stečaj končan do leta 2014 .
Zoran Jankovič je v času volilne kampanje 2011 predsedniku Gorenja Franju Bobincu predlagal prevzem Vegrada .

## Lastniška struktura
Lastniška struktura na dan 31.12.2009 je bila:
| Delničarji                                    | Število delnic | Delež   |
| --------------------------------------------- | -------------- | ------- |
| VEGRAD NALOŽBA DP d.d.                        | 660.760        | 56,76 % |
| POSEBNA DRUŽBA ZA PODJETNIŠKO SVETOVANJE, d.d | 337.618        | 29,00 % |
| ZVON DVA                                      | 124.536        | 10,69 % |
| VEGRAD, d.d - fizične osebe                   | 41.288         | 3,55 %  |